# Sexta napolitana

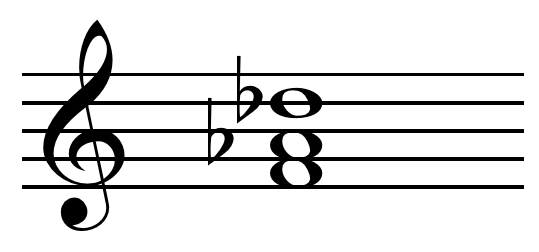
Sexta napolitana em dó maior

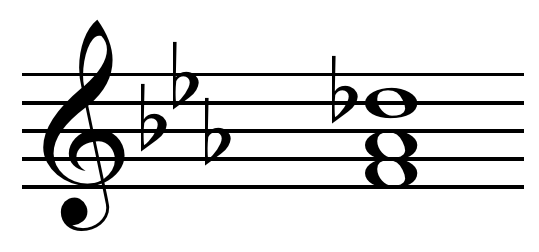
Sexta napolitana em dó menor

Em harmonia tonal, o acorde de sexta napolitana — ou simplesmente a sexta napolitana — é um acorde de empréstimo que consiste em um acorde perfeito maior do segundo grau, executado na primeira inversão (ou "estado de sexta"), situado um semitom abaixo de sua tonalidade natural. Por exemplo, ré bemol maior, na tonalidade de dó maior. Este acorde substitui frequentemente a função de subdominante, já que o baixo se encontra no quarto grau da tônica.
Foi difundida por Alessandro Scarlatti no final do século XVII em Nápoles.
É um acorde utilizado principalmente como acorde preparatório modulações, bem como na cadência plagal.[carece de fontes?]
É usado também no menor. Para executá-lo, se deve deslocar a fundamental do segundo grau um semitom abaixo.
É encontrado na música popular brasileira, por exemplo, em Último desejo, de Noel Rosa e em várias canções de Chico Buarque.

## Origem do nome
- O intervalo entre o baixo e a fundamental é uma sexta menor e no restante acorde tem uma terça maior.
- Algumas fontes dizem que a sexta napolitana tem este nome devido à Escola napolitana de música, do século XVIII, que a utilizava muito frequentemente.[carece de fontes?]

## Funções harmônicas

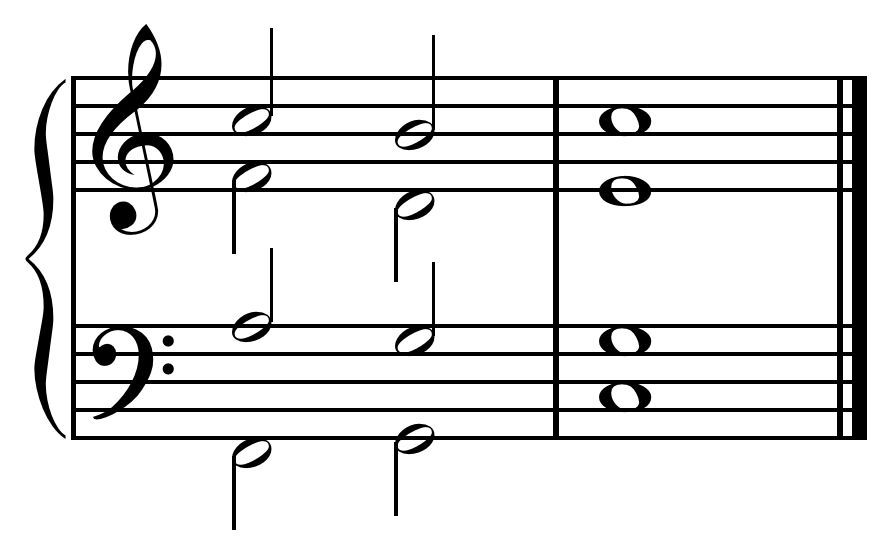
Cadência autêntica em C (IV-V-I)

Uma das funções diatônicas da sexta napolitana é preparar para a passagem à dominante. Em outra palavras, o acorde napolitano é um substituto para o quarto grau. Por exemplo, este acorde pode preceder uma cadência autêntica, quando sua função for de subdominante (quarto grau).  Nesta circunstância, a napolitana é uma alteração cromática da subdominante, reconhecível pela voz mais aguda.
Por exemplo, em dó maior, a tríade IV (subdominante) no estado fundamental contém as notas fá, lá e dó.  Diminuindo o lá em um semitom para uma lá{\displaystyle \flat } e aumentando o dó em um semitom chegando a D{\displaystyle \flat }, é formada a sexta napolitana F–A{\displaystyle \flat }–D{\displaystyle \flat }.

## Nota
- Este artigo foi inicialmente traduzido, total ou parcialmente, do artigo da Wikipédia em francês cujo título é «Accord de sixte napolitaine», especificamente desta versão.